# John Smith (felfedező)
John Smith (1580 – London, 1631. június 21.) angol katona, felfedező, író, Új-Anglia admirálisa. 1607 és 1609 között jelentős szerepe volt abban, hogy Anglia első sikeres észak-amerikai telepe, Jamestown éhínség, betegségek és az indiánok támadásai dacára egyáltalán fennmaradhatott. Egy éven át (1608. szeptember – 1609. augusztus) Jamestown vezetője. Az Újvilágról írott könyvei és térképei nagyon fontosnak bizonyultak a terület angol kolonizációjának bátorításában. Ő volt Új-Anglia névadója. Az amerikai folklórban Pokahontaszhoz fűződő kapcsolata tette halhatatlanná.
Jamestown megalapítása előtti években számos európai országban katonáskodott. Báthory Zsigmond erdélyi fejedelem vitézségéért lovaggá üttette.

## Korai évei
Földműves családból származott. Ifjúként rajongott az olyan brit felfedezőkért, mint a kalóz Sir Francis Drake, aki körülhajózta a Földet és aranyat rabolt a spanyoloktól. Apja halálát követően Smith tizenhat évesen elhajózott otthonról. Zsoldosként harcolt a spanyolok ellen előbb IV. Henrik francia király, majd a függetlenségüket kivívni vágyó hollandok oldalán. Magyarországon katonáskodva szerzett kapitányi rangot. Harcolt Székely Mózes seregében. Báthory Zsigmond erdélyi fejedelem lovaggá üttette. Később megsebesült, a törökök elfogták és eladták rabszolgának. Megmenekülését követően Európa nagy részén és Észak-Afrikán átutazva 1604-ben tért vissza Angliába.

## Jamestown

### Indulás és kezdeti nehézségek
Smith 1606-ban került kapcsolatba a Virginia Társasággal. Ez a cég anyagi haszonszerzés céljából és az I. Jakab angol királytól kapott jogosítvány („charter”) birtokában telepeseket tervezett küldeni Észak-Amerikába. A spanyolok közép-, és dél-amerikai sikerein felbuzdulva a vállalkozás vezetői remélték, hogy a telepesek aranyat és egyéb értékes ásványokat találnak majd. A mintegy százfős, kizárólag férfiakból álló felfedezői csoport három kis hajóval – Discovery, Susan Constant és Godspeed – indult útnak 1606. december 20-án.
A négyhónapos út során Smitht, aki nem mutatott tiszteletet a nála magasabb származású úriemberek iránt, lázadással vádolták meg, és Christopher Newport kapitány – a három hajó parancsnoka – döntése értelmében fogságba zárták. Észak-Amerika partjainak elérése, és a megfelelő helyszín keresése után az angolok 1607. május 14-én alapították meg Jamestownt. A Virginia Társaság vezetőinek az út előtt közölt döntése értelmében csak a megérkezést követően nyithatták fel azokat a borítékokat – mindhárom hajón volt belőle egy-egy példány – melyek tartalmazták az új kolónia vezetőségének névsorát. A héttagú névsorban az egyetlen meglepetés az alacsony származású és addig fogolyként tartott John Smith neve volt.
A telepesek nem várt nehézségekkel találták szembe magukat. Nyoma sem volt a várt aranynak és értékes ásványi kincseknek. Az indiánok sem úgy fogadták őket, ahogy azt várták. Bár Jamestown helyszínének kiválasztásánál ügyeltek arra, hogy azzal lehetőleg egyetlen bennszülött törzzsel se kerüljenek konfliktusba – ezért egy addig lakatlan, mocsaras területet választottak a városalapításra – később kiderült, ezzel nem sikerült a közelben élő indiánokat megnyugtatni. Vélhetően a rossz ivóvíz okozta fertőzés, az elégtelen táplálék és szórványos indiántámadások következtében a száz telepes több mint fele már 1607 szeptemberére meghalt.
1608 januárjában Newport kapitány újabb száz
– más forrás szerint hatvan
– telepest és szükséges készleteket is hozott Jamestownba. Azonban gondatlanságból a telep számos épülete kigyulladt és a tűzben az élelemkészlet nagy része odaveszett. 1608 áprilisában újabb telepesek érkeztek. Az energiák jelentős részét azonban továbbra is az arany keresésére fordították. Newport kapitány két alkalommal is vitt Londonba aranynak hitt ásványokat és segített fenntartani a Virginia Társaság vezetőségének amúgy is erős hitét, hogy a telep sikere az arany és más értékes ásványok megtalálásán múlik.

### Smith vezetői szerepe
A hét tagú tanács valamennyi tagja Smitht származás tekintetében megelőző „úriember” (gentleman) volt. Vélhetően ügyesen mozogtak a londoni társasági körökben, ám nem rendelkeztek olyan – pl. katonai, felderítői stb. – tapasztalatokkal, amelyeket a több szempontból ellenséges környezet megkívánt volna. Ennek ellenére Smith – alacsonyabb származása okán – csak akkor jutott a kolóniában vezető szerephez, amikor az eredeti tanács tagjainak többsége már meghalt, vagy visszatért Angliába.
Előbb a tanács tagjai első vezetőjüket, a telepet a megérkezéstől irányító Edward-Maria Wingfieldet váltották le, és helyezték őrizet alá a Discovery fedélzetén. Helyére a tanács egy másik tagja, Ratcliffe került. Ő eleinte támogatta Smitht, ám később ellene fordult. Mikor már csak néhányan maradtak a vezetőség tagjai közül, Ratcliffe elnök bebörtönözte Smitht, és szerette volna kivégeztetni. Smith szerencséjére ekkor – 1608 januárjában – érkezett vissza Angliából Christopher Newport kapitány. Gyorsan átlátta a helyzetet és szabadon engedte Smitht és Wingfieldet is (de utóbbit nem ültette vissza az elnöki székbe). Newport visszaútján magával vitt két tanácstagot (Wingfield, Gabriel Archer). Ratcliffe elnök maradt, ám hatalmát nem sikerült sokáig megtartania. Vagy lemondott, vagy jogtalanul megfosztották hatalmától. Jamestown új elnöke Smith lett (1608. szeptember). Smith első számú vezetőként egy évig irányította a település életét. Ezt követően egy balesetben elszenvedett sérülés miatt hazahajózott Angliába. Helyére azonban a Virginia Company már a baleset előtt új elnököt jelölt ki.
Smith vezetőként jóval pragmatikusabbnak és sikeresebbnek bizonyult, mint a Virginia Company által kijelölt többi tanácstag. Kerülte az indiánokkal szembeni kegyetlenkedést, ugyanakkor igyekezett feléjük – a valóságosnál jóval nagyobb – erőt mutatni, s amikor megszorult akár erőszakkal is megszerezni, amire szüksége volt (élelem). A többi angol vezetővel ellentétben kulcskérdésnek tartotta megismerni az indiánok nyelvét és szokásait. Értelmetlennek látta az arany utáni vad hajszát – hiszen felfedezőútjai során sehol sem látott a bennszülötteknél aranyból készült tárgyakat, – ezért határozottan fellépett a kolónia csekély erőforrásait aranykeresésre elvonó politika (Newport, Ratcliffe) ellen. Igyekezett a Virginia Companyt levélben meggyőzni, hogy aranykeresők és kétkezi munkát méltóságon alulinak tartó úriemberek helyett küldjenek inkább földműveseket, halászokat, ácsokat. 
Elnökként nem riadt vissza drasztikus lépésektől sem: látva, nincs elég munkáskéz, az úriembereket is munkára kötelezte. „Aki nem dolgozik, enni sem fog” – szólt híressé vált rendelkezése. Már a kezdetektől feljegyzéseket készített a terület földrajzáról, s térképeket, melyek még vagy egy évszázadon át használtak. Viszont rossz politikusnak bizonyult. Nyíltan és élesen konfrontálódott szinte a kolónia összes többi vezetőjével. Így, akik azok közül visszatértek Londonba, a Virginia Company vezetősége előtt rossz hírét keltették. Például megvádolták, hogy Pokahontaszt feleségül szeretné venni, s ez által a póheten törzs főnökévé válni. A vád komolytalan volt, mivel a póheten törzs szokásai szerint Pokahontaszt – vagy leendő férjét – apjának több tucat egyéb rokona is megelőzte az örökösödési sorrendben. Ám ezt Londonban akkor még nem tudhatták.

### Kapcsolata Pokahontasszal
Smith bátorságának és kalandvágyának köszönhető, hogy az angolok már az első időkben fel tudták térképezni a Jamestown közelében élő törzsek hozzájuk és egymáshoz való viszonyát. 1607 decemberében egy balul sikerült felderítőakció során Smith társait lemészárolták, őt magát foglyul ejtették. A területet törzsszövetségi rendszerben irányító póheten törzs vezetőjéhez vitték. A törzsfőnök a kivégzése mellett döntött. Smith fejét az odakészített méretes kőre helyezték, kivégzését előkészítendő. A kivégzés előtt azonban Pokahontasz, a törzsfőnök akkor kb. tizenkét éves lánya, váratlanul előugrott és Smitht testével fedezve megakadályozta a gyilkosságot. A törzsfőnök ezt követően kegyet gyakorolt: új döntése értelmében Smith az életét megtarthatta, de fogoly maradt. Smith szerint Pokahontasz a reménytelen helyzetbe került ember iránt érzett könyörületből tette, amit tett. E jelenet Price (2003) szerint „bizonyára Amerika történelmének a legtöbbször elmesélt története”.
A hitelességét illetően kételyt ébreszt, hogy Smith – aki módszeresen dokumentálta a Jamestownban és környékén történteket – 1608-ból fennmaradt beszámolójában még nem tesz említést a fenti életmentésről. Sőt, ezen beszámoló alapján Pokahontasszal csak hónapokkal később találkozott.
Majdnem-kivégzésének híressé vált fenti változata csak Smith mintegy tíz évvel későbbi, Anna királynőnek írott levelében bukkan fel. E levél Pokahontasz, aki akkor már megkeresztelkedett, férjes asszony volt, angliai látogatása alkalmából született.
Tehát a hős kislány története szolgálhatott praktikus célokat is (befolyásos támogatók szimpátiájának megszerzése Pokahontasz és Amerika tágabb ügye számára). Más történészek azonban kiemelik, a puszta tény, hogy a híres történet kimaradt Smith eredeti beszámolójából, nem bizonyít semmit. Pl. J.A. Leo Lemay szerint Smith korai beszámolói elsősorban földrajzi és etnográfiai tárgyúak voltak. Elképzelhető, hogy ott nem érezte szükségét egy ilyen történet elmesélésének. Ugyanakkor figyelemreméltó, hogy Smith az Igaz utazások (True Travels) című, később írott művében elmesél egy hasonló történetet arról, hogyan mentette meg életét egy fiatal lány közbeavatkozása azt követően, hogy Magyarországon elfogták őt a törökök.
A fenti eset körüli bizonytalanságtól függetlenül Smith más esetről is beszámol, amikor Pokahontasz – saját életét is kockáztatva – megmentette Smith és csapata életét, figyelmeztetve őt egy apja által tervezett meglepetésszerű támadásra. Strachey korabeli beszámolója szerint Pokahontasz többször is felkereste Jamestownt. Smith leírja, amikor az angolok éheztek, Pokahontasz kísérőivel négy-öt naponta felkereste őt és annyi élelmet adott át az éhinségtől sújtott angoloknak, amivel megmentette nemcsak az ő, de sok társának életét is. Miután Smitht a Virginia Company elnöki tisztségéből leváltotta, ő pedig megsebesült, 1609 októberében visszautazott Angliába. Pokahontasz az angoloktól úgy értesült, hogy Smith meghalt. Ezt követően a lány közel négy éven át nem kereste fel Jamestownt. Bizonyos, hogy nem volt szerelmi kapcsolat a húszas évei végén járó Smith és a mintegy tizenkét éves Pokahontasz között. Nincs adat arra sem, hogy szexuális kapcsolat lett volna közöttük.
Smith és Pokahontasz még egyszer találkoztak 1617-ben, Londonban, amikor Smith felkereste Pokahontaszt és férjét, a dohányültetvényes John Rolfe-ot.

## Jamestown után
Angliába történő visszaérkezését követően Smith azon volt, hogy újra Észak-Amerikába utazhasson. 1614-ben ez végül sikerült is neki. Ekkor hajójával Maine és Massachusetts öböl partjaihoz jutott. A területet ő nevezte el Új-Angliának. 1614-ben és 1615-ben további két alkalommal kísérelt meg ugyanoda visszajutni, ám vihar ill. francia kalózok miatt nem járt sikerrel. Ezt követően többé nem hagyta el Angliát. Ideje jelentős részét tapasztalatai megírásának szentelte.
1631-ben, 51 éves korában halt meg, Londonban.

## Magyarul megjelent művei
- John Smith kapitány utazásai és cselekedetei, 1580–1631; vál. C. Cutean Éva; Kriterion, Bukarest, 1980 (Téka)

## Fordítás
- Ez a szócikk részben vagy egészben  a   John Smith (explorer) című angol Wikipédia-szócikk ezen változatának fordításán alapul.  Az eredeti cikk szerkesztőit annak laptörténete sorolja fel. Ez a jelzés csupán a megfogalmazás eredetét és a szerzői jogokat jelzi, nem szolgál a cikkben szereplő információk forrásmegjelöléseként.